# Smokeasac
Smokeasac (настоящее имя — Дилан Джеймс Маллен; англ. Dylan James Mullen; род. 10 февраля 1994, Бостон) — американский музыкальный продюсер, певец и автор песен, получивший известность как частый соавтор и продюсер эмо-рэп-исполнителя Lil Peep; участник группы Money Posse.

## Музыкальная карьера
Дилан начал свою музыкальную карьеру в Бостоне, штат Массачусетс. В местном колледже будущий продюсер изучал звукорежиссуру и продюсирование. Но два года спустя он бросил колледж и отправился в Лос-Анджелес, где он начал сотрудничать со всеми, кто собирался писать песни на основе его битов.
В числе тех, с кем он работал, оказался Густав Ар, более известный по своему сценическому псевдониму Lil Peep. Ему Дилан продал свой первый бит в 2014 .
Благодаря их ранним работам, они создали сочетание эмо, альтернативной музыки и хип-хопа, которое стало популярным среди молодой аудитории. Их песни собирали миллионы прослушиваний на SoundCloud.
Позже они заключили контракт с лейблом First Access Entertainment, на котором Lil Peep выпустил свой дебютный студийный альбом Come Over When You’re Sober, Pt. 1.
«Benz Truck» был записан с участием многократного лауреата премии «Грэмми» — Роба Кавалло. Позже для работы над альбомом к ним присоединился продюсер Джордж Астасио (англ. George Astasio), обеспечивший работу с гитарой.
После смерти Густава Smokeasac поделился, что у Густава имелся неизданный материал, созданный для возможного продолжения альбома под названием Come Over When You’re Sober, Pt. 2. Вскоре после смерти Пипа Smokeasac написал в Твиттере, что он и Пип сделали «красивую музыку» в течение 2017 года и что у него всё ещё есть неизданная музыка Пипа.
В феврале 2018 года Smokeasac подтвердил в Твиттере, что альбом будет выпущен, однако когда «придёт время».
19 ноября 2018 Дилен опровергнул слухи о существовании продолжения Come Over When You’re Sober, Pt. 2, назвав их «фальшивой чушью» (англ. fake bullshit).

## Продюсерская дискография
| Год  | Артист   | Название                                                                      | Альбом                             |
| ---- | -------- | ----------------------------------------------------------------------------- | ---------------------------------- |
| 2016 | Lil Peep | «Nineteen»                                                                    | Crybaby                            |
| 2016 | Lil Peep | «Driveway»                                                                    | Crybaby                            |
| 2016 | Lil Peep | «Hellboy» (Спродюсирована вместе с Yung Cortex)                               | Hellboy                            |
| 2016 | Lil Peep | «The Song They Played (When I Crashed Into The Wall)» (при участии Lil Tracy) | Hellboy                            |
| 2016 | Lil Peep | «Cobain» (при уч. Lil Tracy)                                                  | Hellboy и Everybody’s Everything   |
| 2016 | Lil Peep | «The Last Thing I Wanna Do»                                                   | Hellboy                            |
| 2016 | Lil Peep | «Move On, Be Strong» (Спродюсирована вместе с Lil Peep и Yung Cortex)         | Hellboy                            |
| 2017 | Lil Peep | «Benz Truck (Гелик)»                                                          | Come Over When You’re Sober, Pt. 1 |
| 2017 | Lil Peep | «Save That Shit» (Спродюсирована вместе с IIVI)                               | Come Over When You’re Sober, Pt. 1 |
| 2017 | Lil Peep | «Awful Things» (Спродюсирована вместе с IIVI)                                 | Come Over When You’re Sober, Pt. 1 |
| 2017 | Lil Peep | «U Said» (Спродюсирована вместе с IIVI)                                       | Come Over When You’re Sober, Pt. 1 |
| 2017 | Lil Peep | «Better Off (Dying)» (Спродюсирована вместе с IIVI)                           | Come Over When You’re Sober, Pt. 1 |
| 2017 | Lil Peep | «The Brightside»                                                              | Come Over When You’re Sober, Pt. 1 |
| 2017 | Lil Peep | «Problems» (Спродюсирована вместе с IIVI)                                     | Come Over When You’re Sober, Pt. 1 |
| 2018 | Lil Peep | «Broken Smile (My All)» (Спродюсирована вместе с IIVI)                        | Come Over When You’re Sober, Pt. 2 |
| 2018 | Lil Peep | «Runaway»                                                                     | Come Over When You’re Sober, Pt. 2 |
| 2018 | Lil Peep | «Sex with My Ex»                                                              | Come Over When You’re Sober, Pt. 2 |
| 2018 | Lil Peep | «Cry Alone» (Спродюсирована вместе с IIVI)                                    | Come Over When You’re Sober, Pt. 2 |
| 2018 | Lil Peep | «Leanin’» (Спродюсирована вместе с IIVI)                                      | Come Over When You’re Sober, Pt. 2 |
| 2018 | Lil Peep | «16 Lines» (Спродюсирована вместе с IIVI)                                     | Come Over When You’re Sober, Pt. 2 |
| 2018 | Lil Peep | «Life is Beautiful» (Спродюсирована вместе с IIVI)                            | Come Over When You’re Sober, Pt. 2 |
| 2018 | Lil Peep | «Hate Me» (Спродюсирована вместе с IIVI и Стальфорс)                          | Come Over When You’re Sober, Pt. 2 |
| 2018 | Lil Peep | «IDGAF» (Спродюсирована вместе с IIVI)                                        | Come Over When You’re Sober, Pt. 2 |
| 2018 | Lil Peep | «White Girl» (Спродюсирована вместе с IIVI)                                   | Come Over When You’re Sober, Pt. 2 |
| 2018 | Lil Peep | «Fingers»                                                                     | Come Over When You’re Sober, Pt. 2 |

## Дискография

### Студийные альбомы
| Название    | Детали                                                                         |
| ----------- | ------------------------------------------------------------------------------ |
| Smokesworld | - Релиз: 23 марта 2016 - Лейбл: Вне лейбла - Формат: Цифровая загрузка         |
| Less Pain   | - Запланирован на 2020 год - Лейбл: Autnmy Records - Формат: Цифровая загрузка |

### Мини-альбомы
| Название                  | Детали                                                                    |
| ------------------------- | ------------------------------------------------------------------------- |
| I Don’t Wanna Hate Myself | - Релиз: 3 января 2019 - Лейбл: Вне лейбла - Формат: Цифровая загрузка    |
| Wasteland999              | - Релиз: 8 марта 2019 - Лейбл: Autnmy Records - Формат: Цифровая загрузка |
| love sad dreams           | - Релиз: 5 декабря 2019 - Лейбл: Вне лейбла - Формат: Цифровая загрузка   |

### Синглы

#### В качестве ведущего исполнителя
| Название                             | Год  | Альбом              |
| ------------------------------------ | ---- | ------------------- |
| «Exit Life» (совместно с SinceWhen)  | 2017 | Внеальбомные синглы |
| «Leave You Behind»                   | 2018 | Внеальбомные синглы |
| «Never Mind»                         | 2019 | Внеальбомные синглы |
| «Save Me From Myself»                | 2019 | Внеальбомные синглы |
| «After I’m Gone»                     | 2019 | Внеальбомные синглы |
| «Insomnia» (при уч. Трэвиса Баркера) | 2020 | Less Pain           |
| «One Bad Day»                        | 2020 | Less Pain           |

#### В качестве приглашённого исполнителя
| Название                                                           | Год  | Альбом              |
| ------------------------------------------------------------------ | ---- | ------------------- |
| «Tbsu» (Spell Jordan при участии Kayola и Smokeasac)               | 2017 | Внеальбомные синглы |
| «Don’t Fall» (Spell Jordan при участии Kayola и Smokeasac)         | 2017 | Внеальбомные синглы |
| «BackStabbers» (SinceWhen при уч. Smokeasac)                       | 2017 | Внеальбомные синглы |
| «Dying on a Sunday» (Spell Jordan при уч. Weepingwolf и Smokeasac) | 2017 | Внеальбомные синглы |
| «Water (Models)» (Spell Jordan и Lil Xan при уч. Smokeasac)        | 2017 | Внеальбомные синглы |
| «Dark$Ide» (Devi Franco при уч. Smokeasac)                         | 2018 | Pink Lucid          |
| «True Colors» (MoneyPosse Tyler при уч. Smokeasac)                 | 2018 | Внеальбомные синглы |
| «The State of Illinois Vs. Wastedju» (Wastedju при уч. Smokeasac)  | 2019 | Внеальбомные синглы |
| «Down This Road» (MoneyPosse Tyler при уч. Smokeasac)              | 2019 | Внеальбомные синглы |
| «Last Time» (Cheyenne Died при уч. Smokeasac)                      | 2020 | Внеальбомные синглы |
| «Eternia» (Wavvvydan при уч. Smokeasac и Lil Castle)               | 2020 | Внеальбомные синглы |
| «I Tried» (Cheyenne Died при уч. Smokeasac)                        | 2020 | Внеальбомные синглы |